# Saint-Victor-et-Melvieu
Saint-Victor-et-Melvieu ist eine französische Gemeinde im Département Aveyron in der Region Okzitanien mit 313 Einwohnern (Stand: 1. Januar 2022). Sie gehört zum Kanton Raspes et Lévezou und zum Arrondissement Millau. Die Einwohner werden Saint-Victorois genannt.

## Geografie
Saint-Victor-et-Melvieu liegt etwa 28 Kilometer westlich von Millau in einem der südlichen Ausläufer des Zentralmassivs in einer waldreichen Region am Tarn, der die Gemeinde im Norden begrenzt. Das Gemeindegebiet ist Teil des Regionalen Naturparks Grands Causses. Umgeben wird Saint-Victor-et-Melvieu von den Nachbargemeinden Ayssènes im Norden, Viala-du-Tarn im Norden und Nordosten, Saint-Rome-de-Tarn im Osten, Les Costes-Gozon im Süden sowie Le Truel im Westen.

## Bevölkerungsentwicklung
| Jahr                       | 1962 | 1968 | 1975 | 1982 | 1990 | 1999 | 2006 | 2018 |
| -------------------------- | ---- | ---- | ---- | ---- | ---- | ---- | ---- | ---- |
| Einwohner                  | 456  | 367  | 296  | 305  | 299  | 329  | 364  | 351  |
| Quellen: Cassini und INSEE |      |      |      |      |      |      |      |      |

## Sehenswürdigkeiten
- Kirche Saint-Victor aus dem 15. Jahrhundert
- Kapelle Notre-Dame-du-Désert
- mittelalterlicher Turm

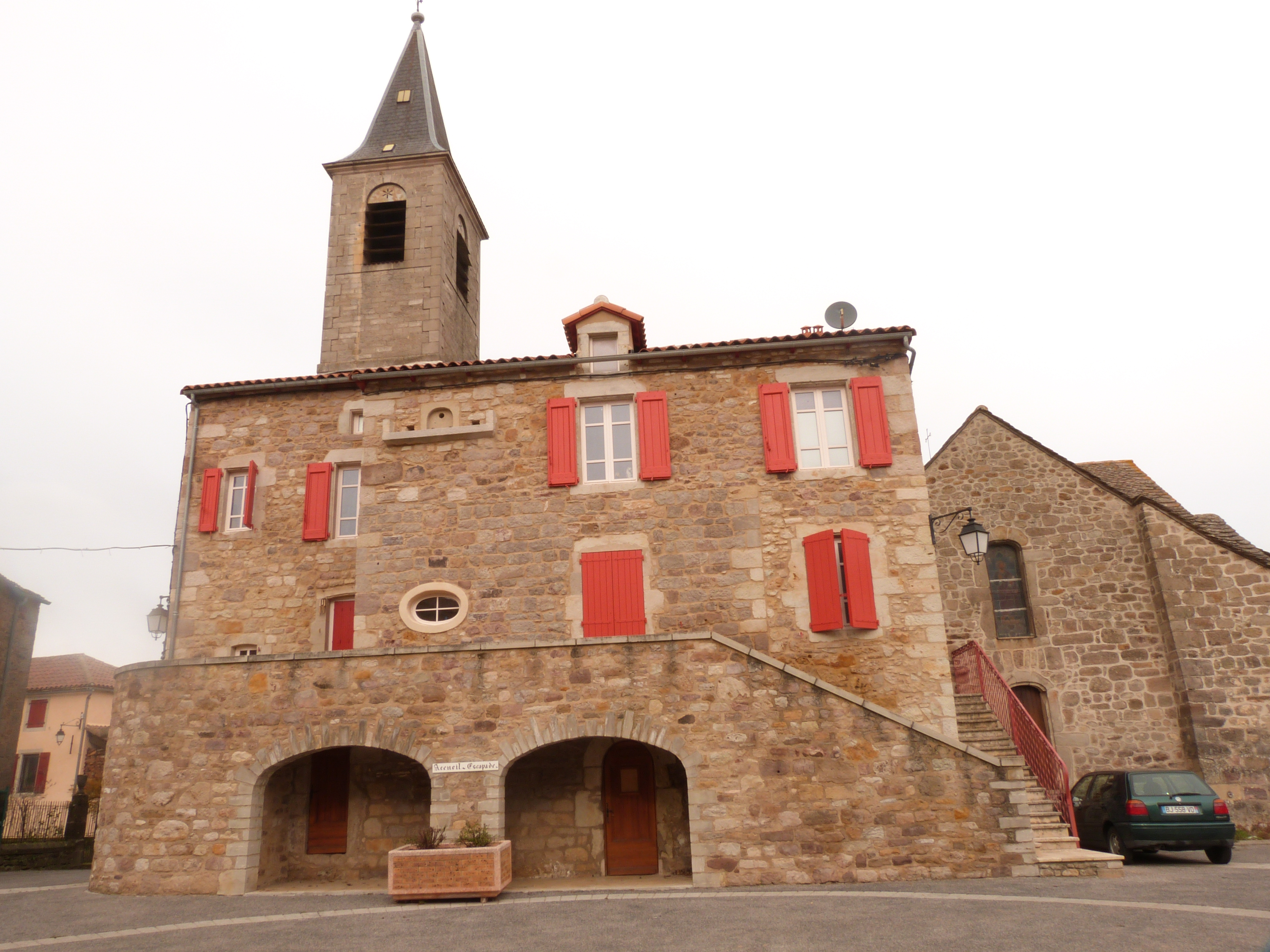
Kirche Saint-Victor
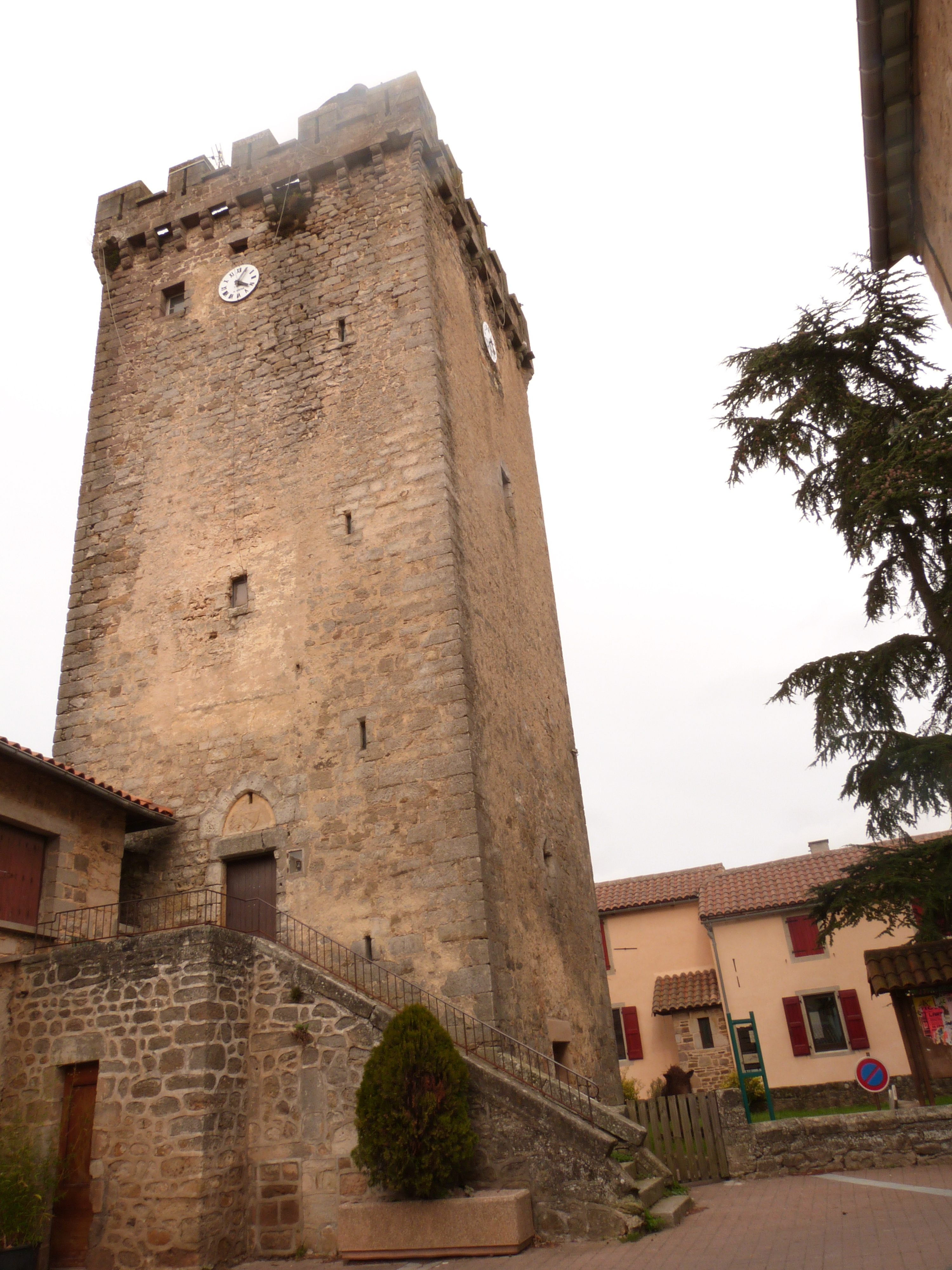
Mittelalterlicher Turm